# 新宮城
新宮城（日语：／ Shingu-jō *）是一座位於日本和歌山縣新宮市（舊為紀伊國東牟婁郡新宮町）的城。續日本100名城之一。
別名為丹鶴城、沖見城。命為「丹鶴城」的由來有兩個說法，一為此地原本是源為義女兒丹鶴姬的居住地，另一個為在築城前此地為丹鶴山東仙寺，取該寺的山號為名。「沖見城」則是處在本丸即能遠眺熊野灘而得名。

## 歷史
慶長6年（1601年），在關原之戰後淺野氏受封紀伊國，淺野忠吉進入新宮一地並開始築城，雖在慶長末年時大致上完成，但因一國一城令遭到廢城。之後取得再建許可，在同4年（1618年）忠吉開始重建新宮城。翌年，淺野氏轉封至安藝國，德川賴宣入紀伊國，新宮由賴宣的付家老水野重仲管治。重仲接續築城工作，於二代城主重良治理時完成大部分構造，最後在三代城主重上任職時竣工。
明治6年（1873年），在廢藩置縣發布後廢城，現在以本丸跡為中心整備成「丹鶴城公園」。
平成15年（2003年），與水野家墓所一同被指定為國之史跡
。
平成29年（2017年），入選為續日本100名城（167號）。

## 構造

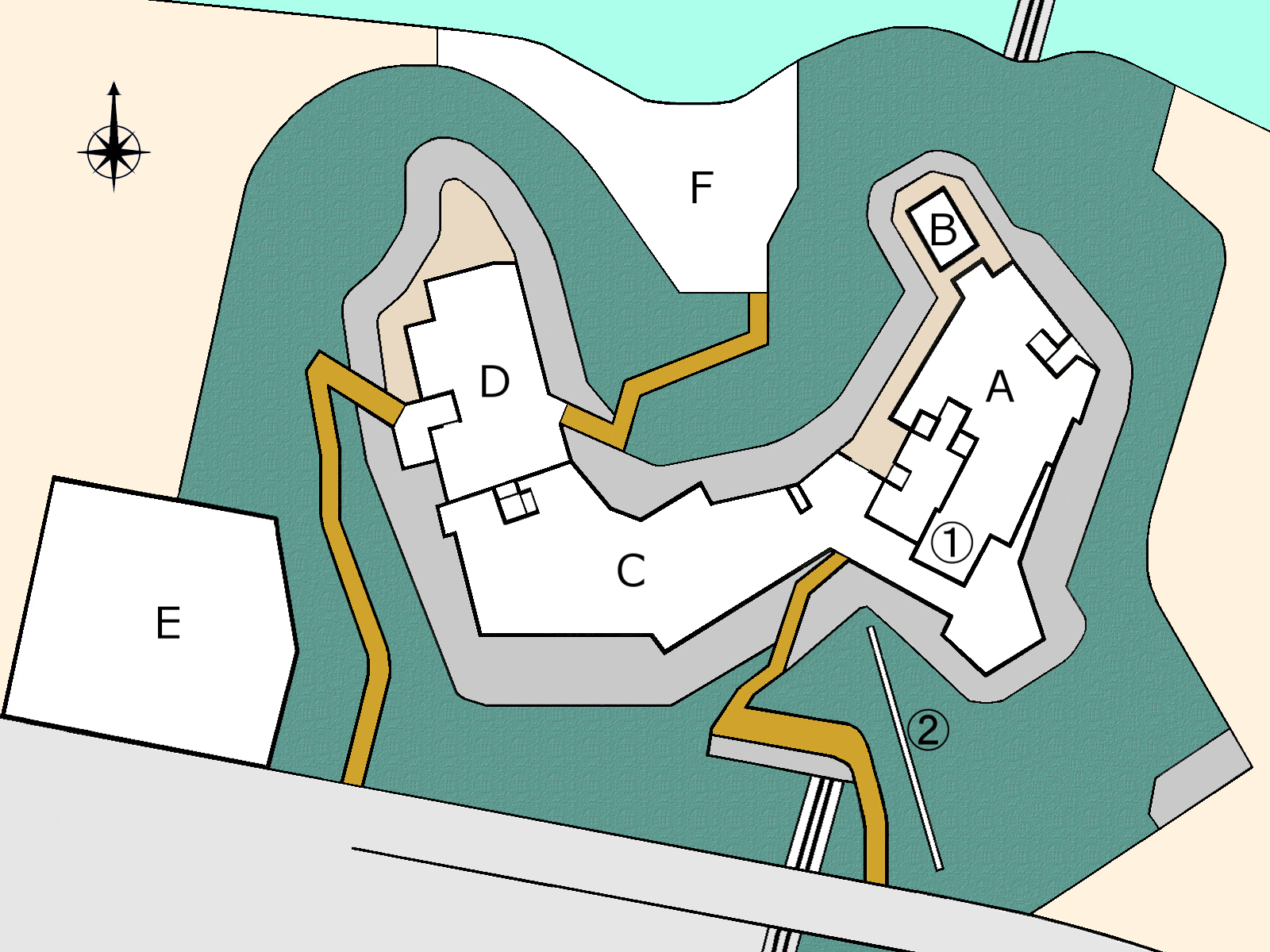
A. 本丸 B. 出丸 C. 鐘之丸 D. 松之丸 E. 二之丸 F. 水之手 ① 天守台 ② 地面纜車軌道跡

新宮城位於熊野川河口的南岸，標高約60公尺的丹鶴山頂上。屬於平山城。該城的涵蓋範圍東西180間、南北115間、周長540間。東西18間、南北17間半的本丸西邊為鐘之丸，在鐘之丸的北邊為松之丸，西邊則為東西32間、南北28間的二之丸。根據江戶時代初期的新宮古圖，城的南邊有東西75間、南北45間、深1間的「イサ田溜池」，推測作為外堀使用。大正11年（1922年），外堀遭填平變為市道使用。
現今殘留本丸和鐘之丸的石垣、在本丸西方的天守台。根據天守台的遺跡可推測天守以九間四方的大天守和三間、四間的小天守結為複合式形式。天守閣有三層或五層的說法。

## 圖片

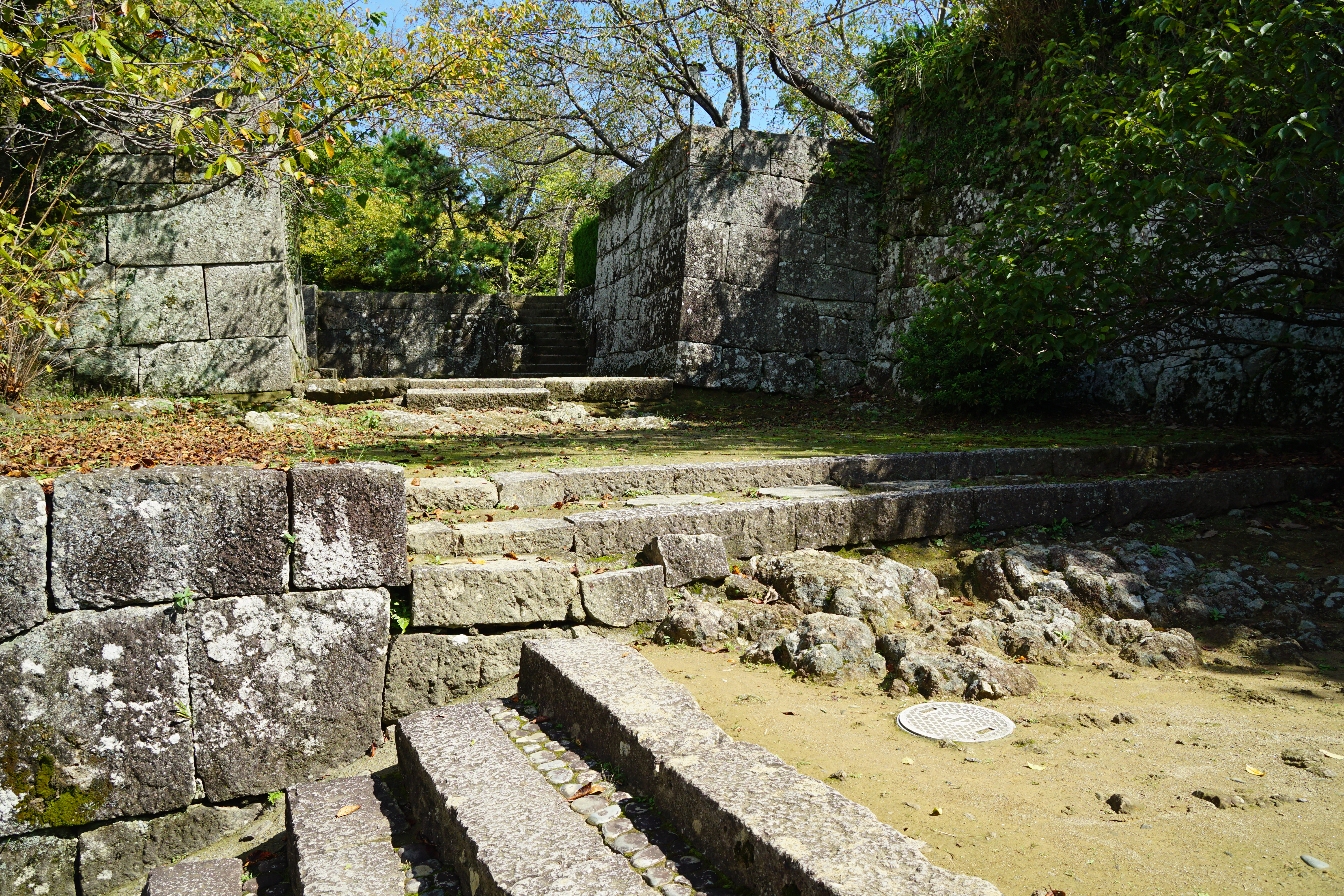
本丸大手門
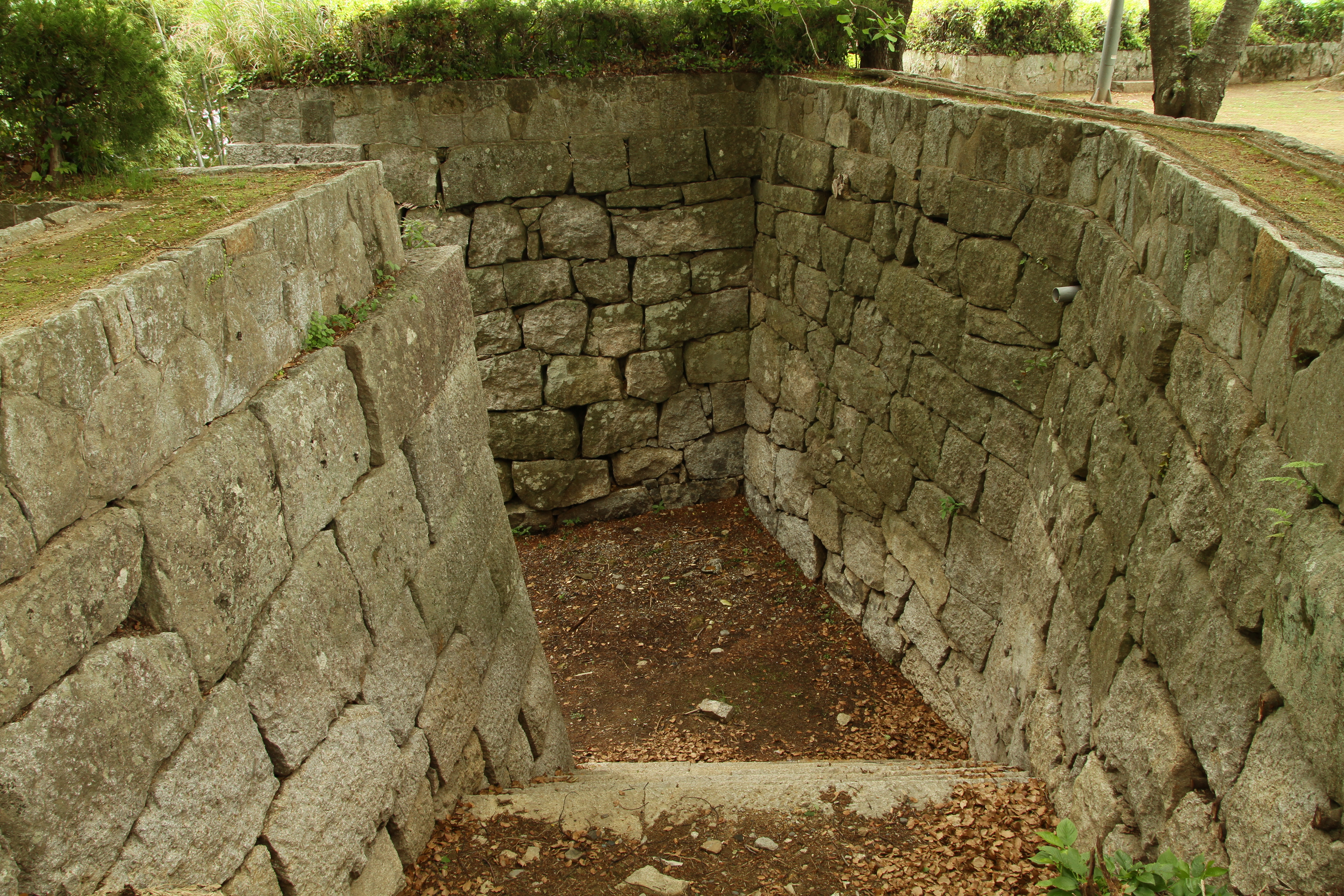
本丸搦手門
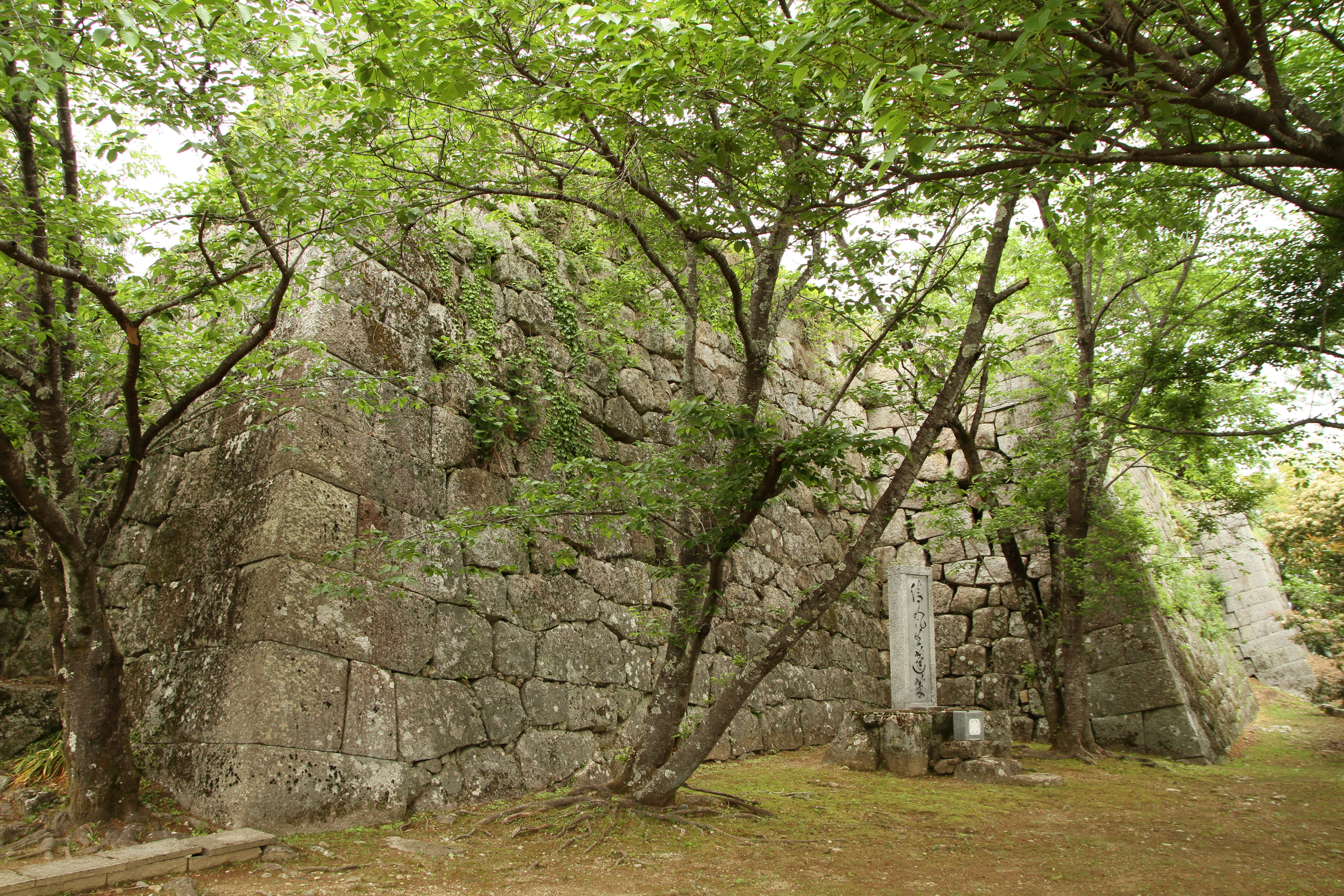
本丸石垣
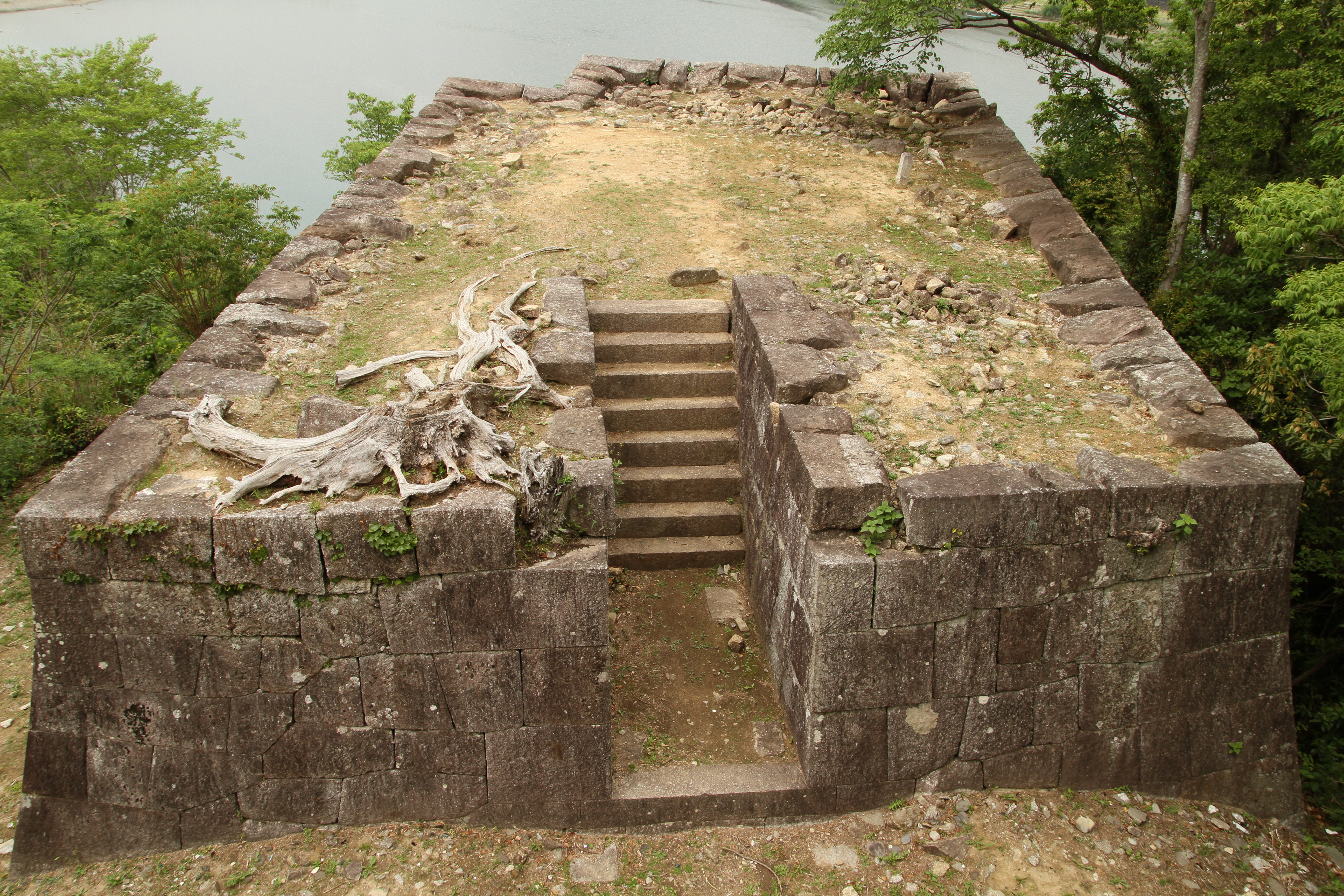
出丸
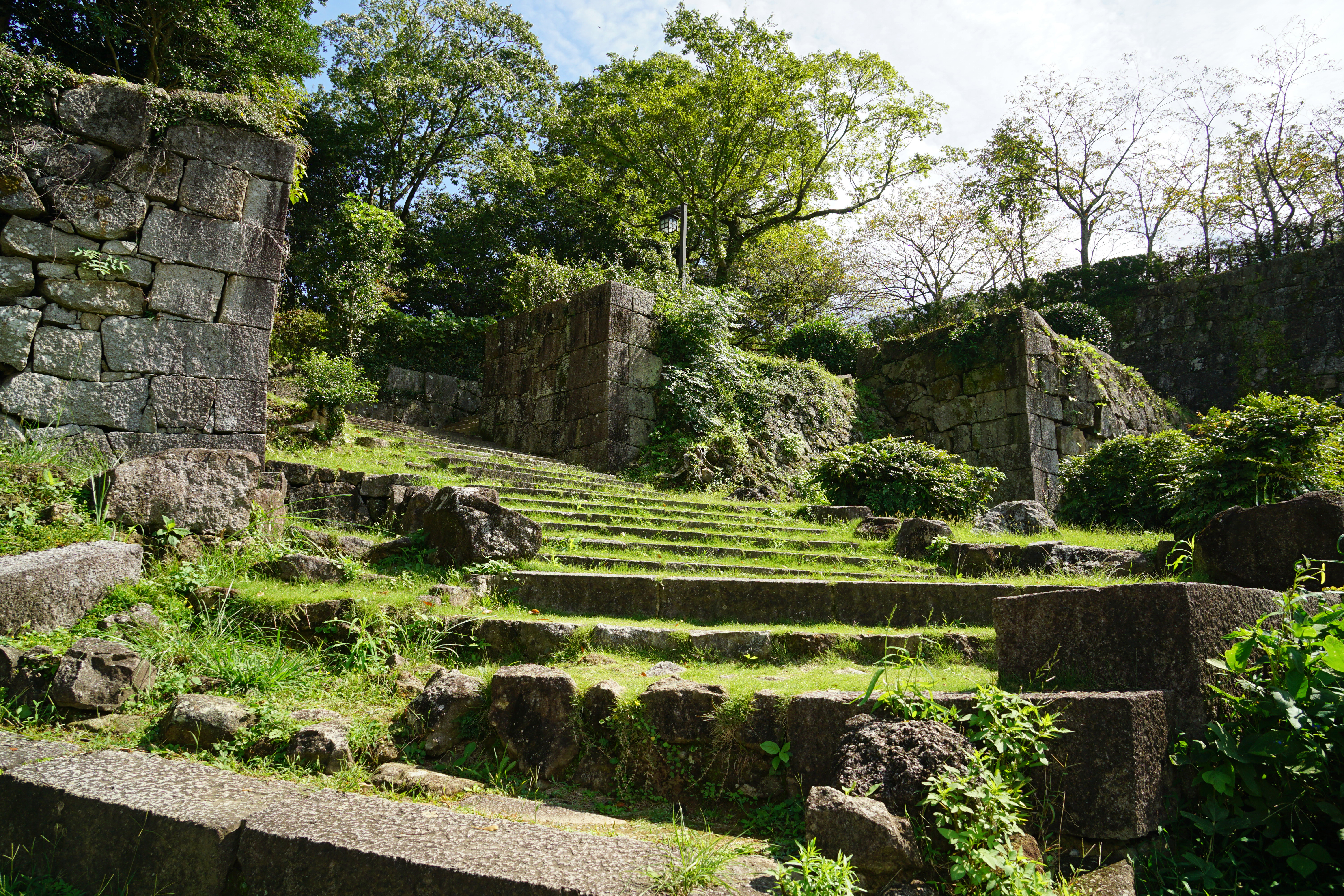
松之丸虎口
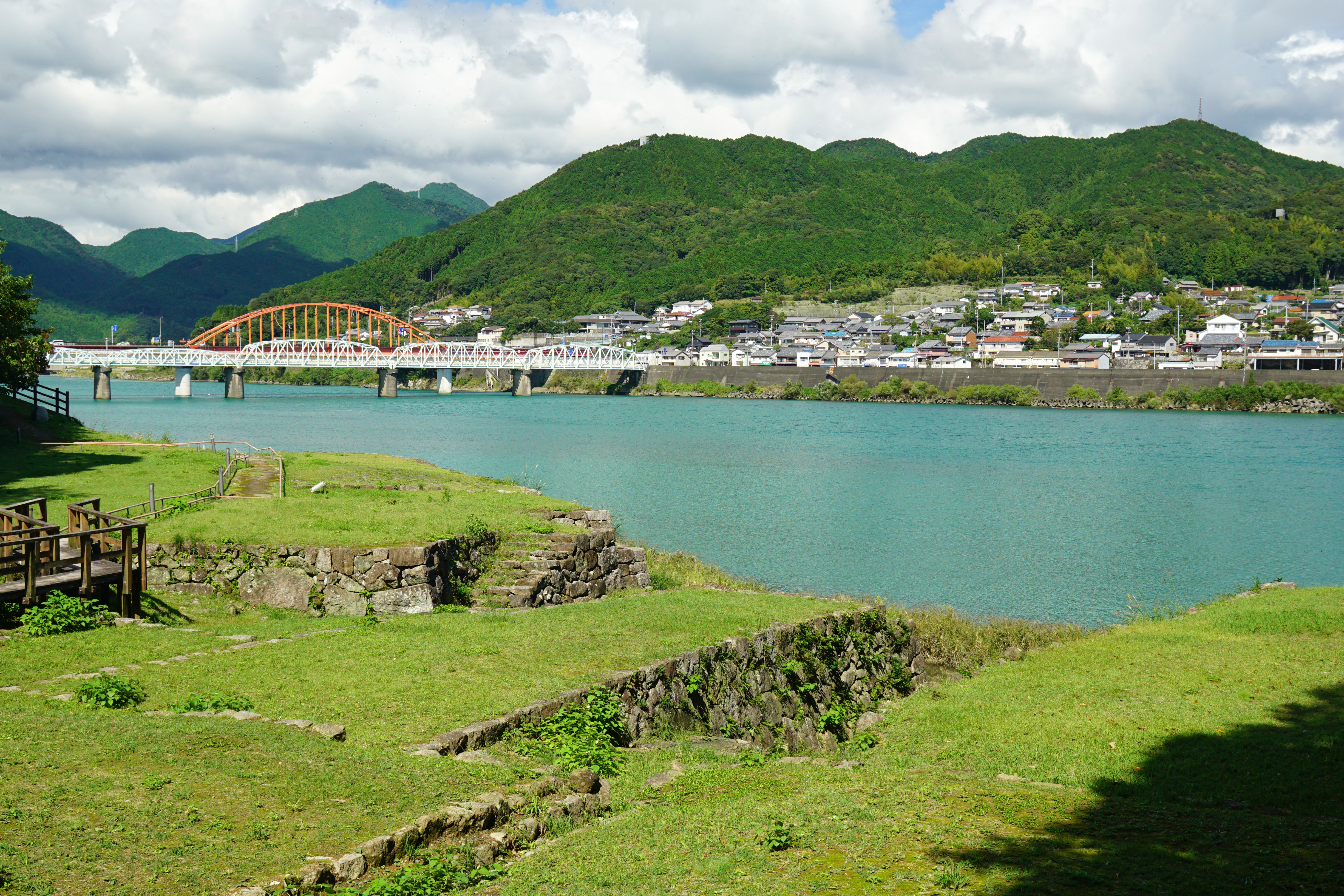
水之手（1）
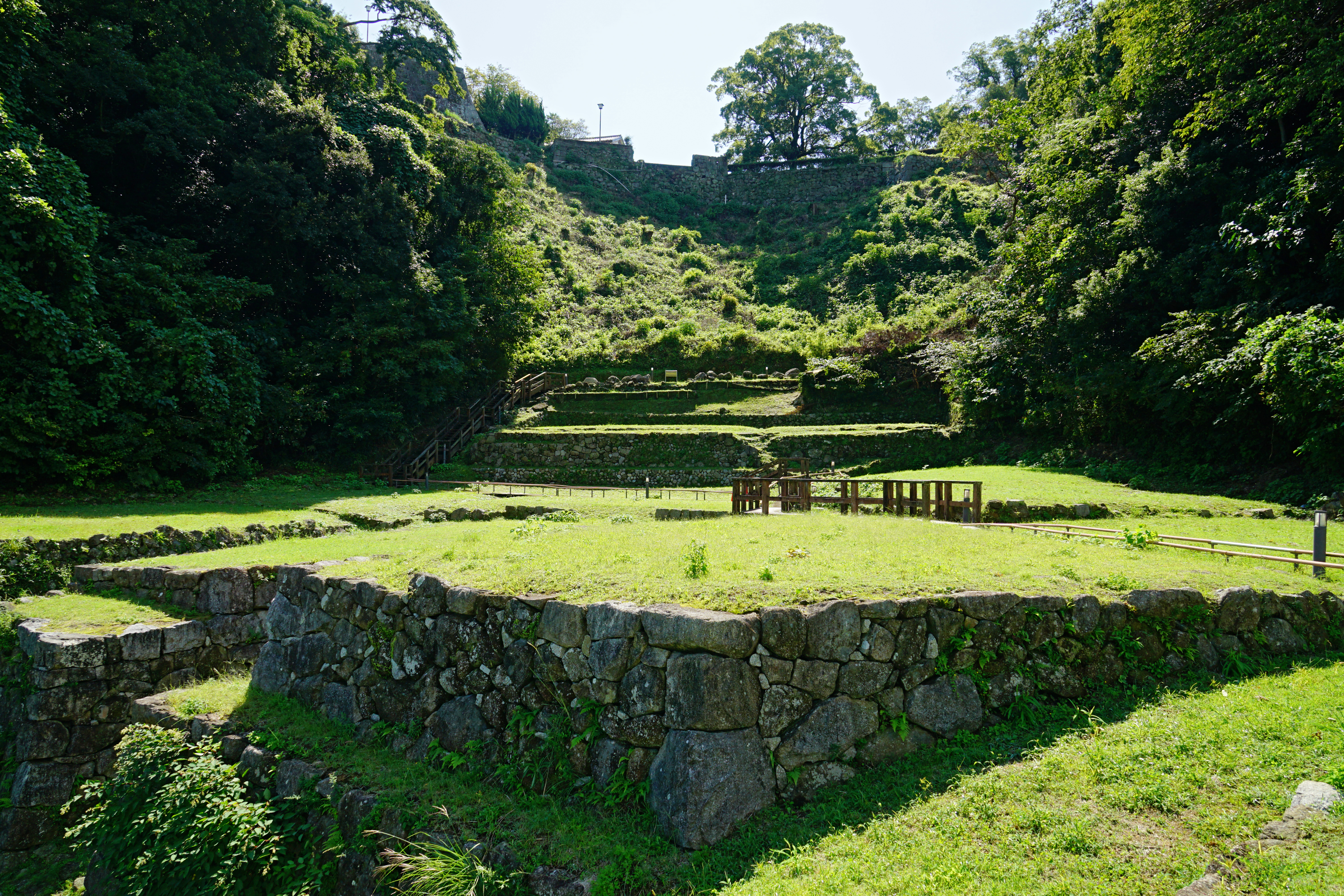
水之手（2）
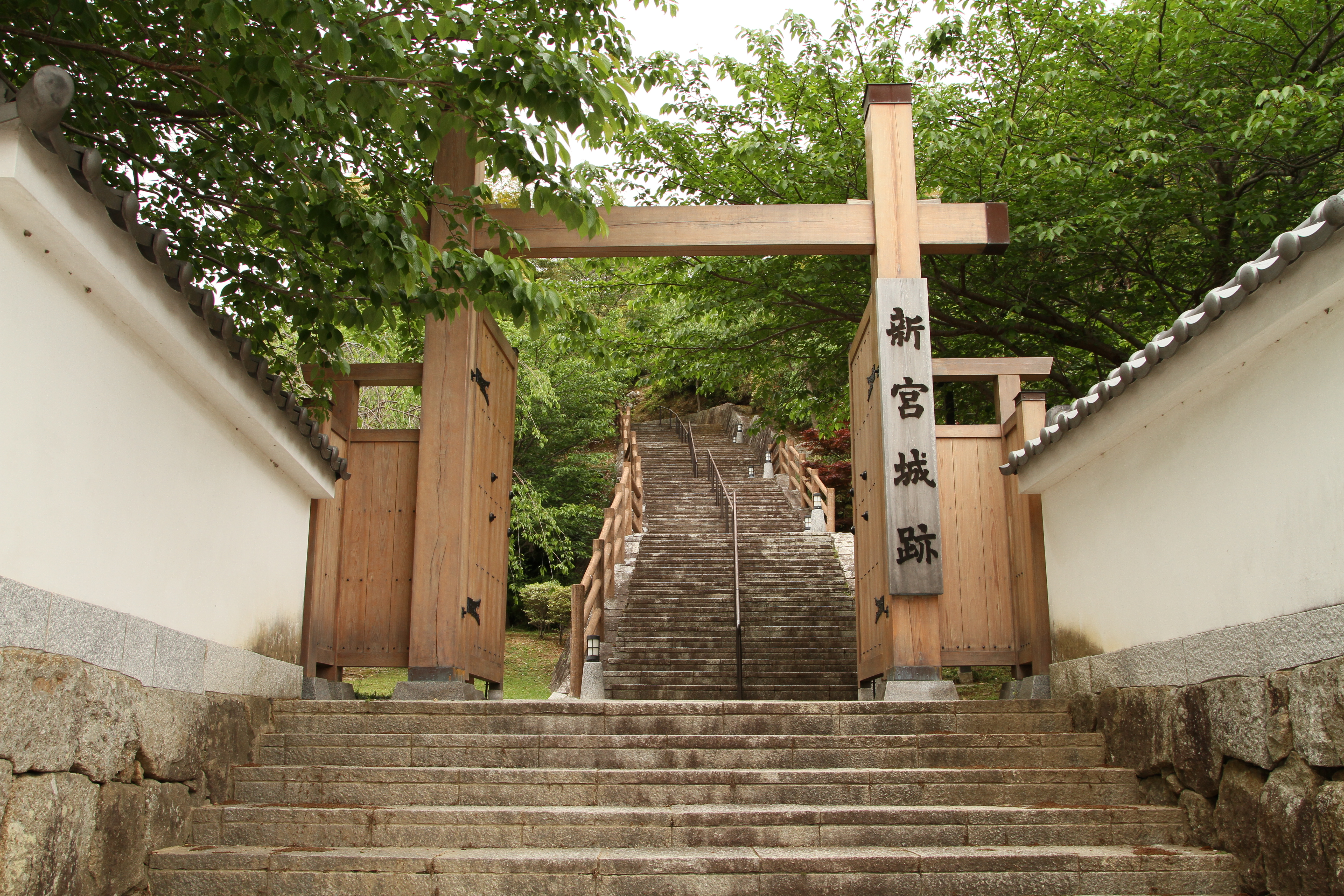
西側登城門（模擬城門）

## 歷代城主
| 就任期間   | 氏族   | 城主     |
| ---------- | ------ | -------- |
| 1618～1619 | 淺野氏 | 淺野忠吉 |
| 1619～1621 | 水野氏 | 水野重仲 |
| 1623～1658 | 水野氏 | 水野重良 |
| 1658～1707 | 水野氏 | 水野重上 |
| 1707～1714 | 水野氏 | 水野重期 |
| 1714～1749 | 水野氏 | 水野忠昭 |
| 1749～1763 | 水野氏 | 水野忠興 |
| 1763～1822 | 水野氏 | 水野忠實 |
| 1822～1835 | 水野氏 | 水野忠啓 |
| 1835～1860 | 水野氏 | 水野忠央 |
| 1860～1871 | 水野氏 | 水野忠幹 |

## 外部連結
- 新宮城 （页面存档备份，存于）- 新宮市市公所
- 新宮城跡（丹鶴城跡） （页面存档备份，存于） - 新宮市觀光協會